# 函館市民会館
函館市民会館（はこだてしみんかいかん）は、北海道函館市にある文化施設。

## 概要
市民から1億円以上の寄付などを原資として官民一体で建設した。市民の文化活動の拠点として活用されている施設で、コンサートや演劇といった催しのほか、市民の文化活動にも利用されている。施設向かいには湯川公園の敷地を活用した函館アリーナがあり、かつては隣接地（現在の第1駐車場）に函館市民体育館があった。施設の耐震改修工事のため2017年（平成29年）11月から長期休館し、2020年（令和2年）4月にオープンした。
会館ができるまで大きなイベントは大手町の日魯漁業（現・マルハニチロ）の旧社屋ニチロビルディング講堂を利用していた。

## 施設
大ホール
- 固定席 1,370席
- 舞台（間口18 m、奥行13.5 m、プロセニアム高さ7 m）

小ホール
- 最大収容人数 500席（椅子のみ）、250席（机と椅子）
- 舞台（間口9 m、奥行4.5 m、高さ3 m）

楽屋
- 広さ（1号・2号 45 m²、3号・5号 22 m²、6号 91 m²）

大会議室
- 広さ276 m²
- 最大300席（椅子のみ）、最大136席（机と椅子）

小会議室
- 広さ（1号 72 m²、2号 72 m²）
- 定員（1号30名 応接セット、2号26名 円卓会議室）

和室
- 28畳
- 定員40名

展示室
- 広さ397 m²